# Tinicum Township (Bucks County, Pennsylvania)
Tinicum Township liegt im Bucks County im Bundesstaat Pennsylvania. Das U.S. Census Bureau hat bei der Volkszählung 2020 eine Einwohnerzahl von 3.818 ermittelt.

## Geographie
Die Gemeinde ist 80,8 km² groß. Tinicum Township liegt entlang des Delaware Rivers. Im Süden des Townships befindet sich der Tohickon Creek. Zu dem Township gehören sieben historische Dörfer. Erwinna und Uhlertown sind im National Register of Historic Places aufgenommen. Weitere Dörfer, welche im Township liegen, sind Clay Ridge, Ottsville, Smithtown, Sundale, Tinicum und Teile von Pipersville.
Tinicum Township grenzt an die folgenden Townships:
- Plumstead (Süden)
- Bedminster (Südwesten)
- Nockamixon (Nordwesten)
- Bridgeton (Norden)
- New Jersey (Osten)

## Geschichte
Amerikanische Ureinwohner vom Stamm der Lenni Lenape siedelten ursprünglich in diesem Gebiet. Die ersten weißen Siedler in dieser Gegend waren Engländer und Iren. 1730 kamen die ersten Siedler in das Gebiet des heutigen Townships. Zu ihnen zählten William, Edward und Moses Marschall, Joseph Collins, Joseph Haverford, Richard Thatcher und fünf weitere Familien. Keine von ihnen waren deutsch.
Das Township wurde im Jahre 1737 gegründet und besteht seit jener Zeit in seiner Größe. Es wird angenommen, dass „Tinicum“ von den indianischen Wort „tennicunk“, welches Insel bedeutet, abgeleitet wurde.
Ein bekannter Bewohner dieser Zeit war Edward Marshall. Marshall war einer der Läufer des Walking Purchase. Ursprünglich lebte er in Easton (Pennsylvania), zog aber auf eine Insel im Delaware River (Tinicum Township), nachdem Indianer seine Frau und sein ungeborenes Kind bei einem Überfall töteten. Auch sein ältester Sohn Peter wurden bei einem Angriff getötet. Die Indianer machten Marshall für den Walking Purchase verantwortlich, bei dem sie viel Land verloren.
Edward Marschall diente anschließend im Amerikanischen Unabhängigkeitskrieg. Nach seiner Rückkehr auf seine Insel im Delaware River hatte er 21 Kinder mit seiner zweiten Frau und starb mit 79 Jahren im Tinicum Township. Marshall’s Insel ist heute unter dem Namen „Eagle Island“ bekannt und gehört den „Boy Scouts of America“, einem US-amerikanischen Jugendverband.
Einer der größten Landbesitzer im Township war Arthur Erwin. Erwin gehörten bis zu 1500 Arce Land und er war Begründer des Dorfes Erwinna.

## Demographie
Jahr 2010 lebten 3995 Personen im Tinicum Township. Das durchschnittliche Einkommen pro Jahr und Haushalt betrug 60.843 $ und das Durchschnittseinkommen pro Familie betrug 66.375 $. Männer verdienten im Durchschnitt 44.886 $ und Frauen 33.333 $ pro Jahr.
Im Township leben:
- 97,0 % Weiße
- 1 % Afroamerikaner
- 0,3 % Asiaten
- 0,3 % Indianer
- 1,3 % Latino

Altersstruktur:
- 21,0 % unter 18 Jahren
- 5,6 % zwischen 18 und 24 Jahren
- 28,2 % zwischen 25 und 44 Jahren
- 31,7 % zwischen 45 und 64 Jahren
- 13,0 % älter als 65 Jahren

## Historische Gegenden
Aus dem Tinicum Township wurden das Red Hill Church and School, Ridge Valley Rural Historic District, and Lewis Summers Farm in das National Register of Historic Places aufgenommen.

## Bekannte Personen
- Edward Marshall, Läufer des Walking Purchase (dt.: Laufkauf) zwischen William Penns Sohn und Lenni Lenape